# Agronomija
Agronomija je veda o obdelovanju zemlje (poljedelstvu) in o kmetijstvu nasploh.